# Sé (Ungheria)
Sé è un comune dell'Ungheria di 1.153 abitanti (dati 2001). È situato nella contea di Vas.